# Celles-sur-Durolle
Celles-sur-Durolle is een gemeente in het Franse departement Puy-de-Dôme (regio Auvergne-Rhône-Alpes). De plaats maakt deel uit van het arrondissement Thiers. Celles-sur-Durolle telde op 1 januari 2022 1.635 inwoners.

## Geografie
De oppervlakte van Celles-sur-Durolle bedroeg op 1 januari 2022 38,9 vierkante kilometer; de bevolkingsdichtheid was toen 42 inwoners per km².

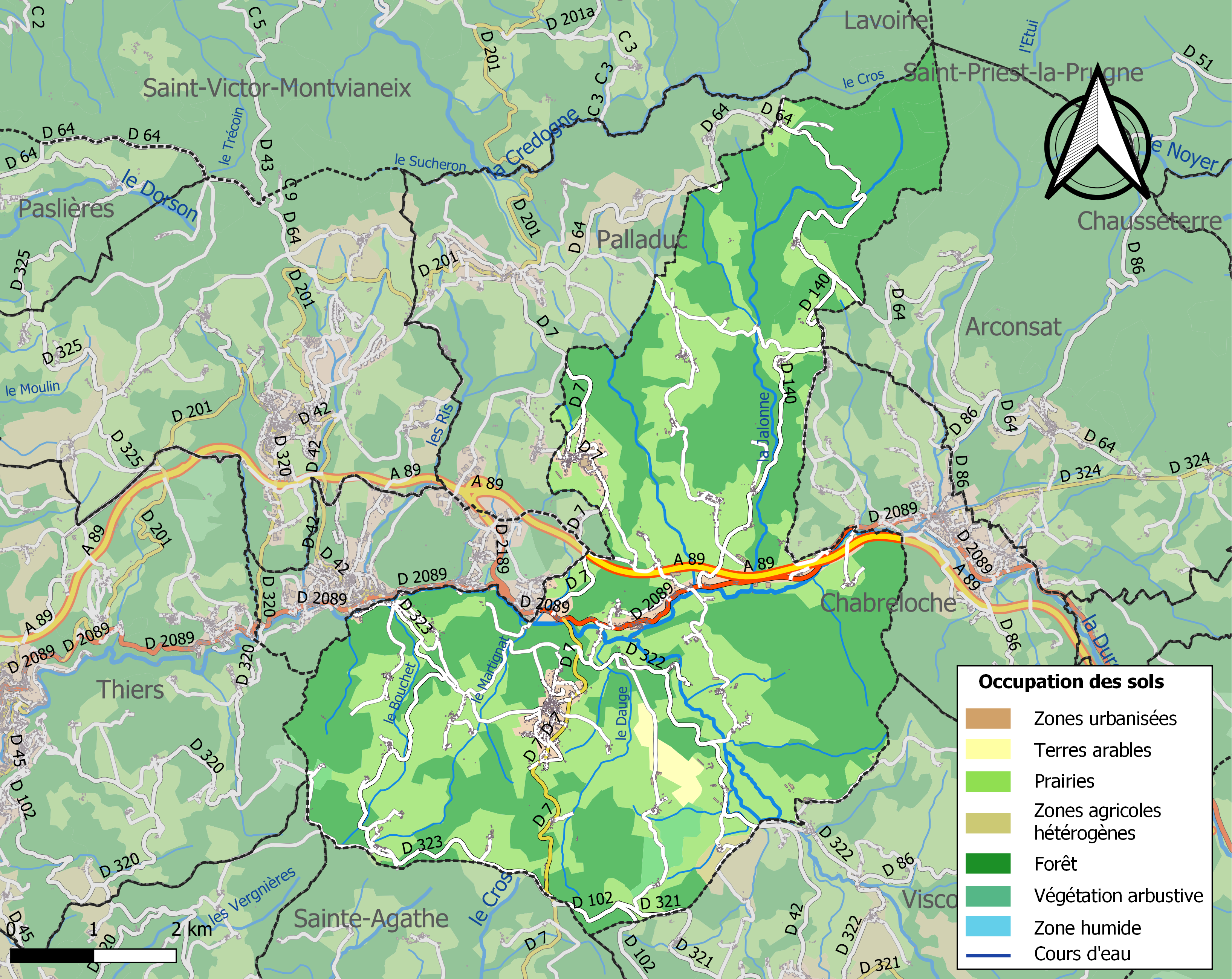
Kaart van de gemeente met belangrijkste infrastructuur, bodemgebruik en omliggende gemeenten

## Demografie
Onderstaande figuur toont het verloop van het inwonertal (bron: INSEE-tellingen).